# Sojuz T-1
Sojuz T-1 (ros. Союз Т-1) – bezzałogowy lot radzieckiego Sojuza, pierwszy lot Sojuza-T do stacji kosmicznej. Był to 35. statek z serii „Sojuz”. Celem pojazdu była stacja kosmiczna Salut 6. Po trzech dniach samodzielnego lotu Sojuz połączył się ze stacją.

## Budowa pojazdu
Sojuz T odznaczał się szeregiem zmian konstrukcyjnych w porównaniu ze swymi poprzednikami. Wyposażono go w baterie słoneczne, które po osiągnięciu orbity automatycznie się rozpostarły. Pozwala to doładować pokładowe baterie akumulatorów jeszcze w czasie lotu do stacji kosmicznej. Nowy statek zaopatrzono w udoskonalony zespół silników zasilanych tym samym materiałem pędnym ze wspólnych zbiorników. Dotychczas „Sojuzy” miały dwa zespoły silnikowe. Nowe rozwiązanie umożliwia bardziej racjonalne wykorzystanie zapasów materiału pędnego i zwiększa możliwość manewrowania statkiem. Unowocześniono pokładowy kompleks obliczeniowy. Służył on nie tylko do przekazywania podstawowych informacji, ale również do analizowania informacji w czasie lotu. Poprzednio takie dane uzyskiwane w czasie operacji zbliżenia i łączenia ze stacją kosmiczną były przekazywane do ośrodka naziemnego, a dopiero stamtąd, po przetworzeniu, przesyłane z powrotem do Sojuza. Dzięki nowemu rozwiązaniu Sojuz uzyskał znaczną autonomię.

## Przebieg lotu
- Start: 16 grudnia 1979, kosmodrom Bajkonur
- Połączenie ze stacją: 19 grudnia 1979
- Odłączenie od stacji: 26 marca 1980
- Lądowanie: 26 marca 1980[2][3]